# Katastrofy lotnicze w Surgucie (1971)
Katastrofy lotnicze w Surgucie w 1971 roku – dwie katastrofy lotnicze, do których doszło w styczniu 1971 roku, w odstępie 9 dni. Obie miały miejsce w okolicach lotniska w Surgucie. W obu przypadkach katastrofie uległ samolot transportowy Antonow An-12B, należący do linii Aerofłot. Łącznie, w obu katastrofach, śmierć poniosło 21 osób – wszyscy znajdujący się na pokładach obu samolotów. 

## Katastrofa z 22 stycznia 1971

### Samolot
Feralnym samolotem był Antonow An-12B (nr rej. CCCP-11000), który został wyprodukowany 3 grudnia 1965. Do momentu katastrofy samolot wylatał 5625 godzin.

### Przebieg wydarzeń
22 stycznia 1971 roku samolot przewoził ładunek o masie 12 ton. Był to głównie sprzęt gospodarstwa domowego. Po wykonaniu lotu do Surgutu, maszyna miała odlecieć do Syktywkaru, gdzie miała zaplanowany przegląd techniczny. Samolot wystartował o 20:09 czasu lokalnego z lotniska w Omsku. O godzinie 21:20 załoga otrzymała zgodę na lądowanie na lotnisku w Surgucie. Wiał wówczas silny wiatr. Dwie próby podejścia do lądowania zakończyły się niepowodzeniem. Załoga odleciała na drugi krąg, by wykonać trzecią próbę lądowania. Wówczas, o godzinie 21:36, Antonow przechylił się na lewą stronę i runął na ziemię. Za przyczynę katastrofy uznano oblodzenie skrzydeł samolotu, do którego miało dojść podczas wykonywania prób podejścia do lądowania. 

## Katastrofa z 31 stycznia 1971

### Samolot
Feralnym samolotem był Antonow An-12B (nr rej.CCCP-12996), który został wyprodukowany 31 sierpnia 1970. Do momentu katastrofy samolot wylatał zaledwie 391 godzin.

### Przebieg wydarzeń
Samolot przewoził 12 ton mrożonych śledzi z Tiumeni do Surgutu. Samolot wystartował o 3:25 czasu lokalnego, lot przebiegał całkowicie normalnie do czasu podejścia do lądowania. Na wysokości około 800 metrów zaczęły się pierwsze problemy, o godzinie 02:35:30 załoga zgłosiła poważne oblodzenie, a po niespełna minucie bardzo poważne oblodzenie. Zgodnie z zapisami czarnych skrzynek system przeciwoblodzeniowy był włączony. Na wysokości około 400 metrów samolot zaczął się trząść. Pomimo wzrostu mocy silników prędkość samolotu zaczęła spadać. Maszyna straciła siłę nośną i o godzinie 4:41:04 czasu lokalnego, samolot z prędkością 395 km/h uderzył o ziemię na 13,6 km od lotniska w Surgucie. Jak wykazało śledztwo, przyczyną katastrofy było silne oblodzenie.